# (36242) 1999 VX71
1999 VX71 (asteroide 36242) é um asteroide da cintura principal. Possui uma excentricidade de 0.05164340 e uma inclinação de 9.40275º.
Este asteroide foi descoberto no dia 5 de novembro de 1999 por Beijing Schmidt CCD Asteroid Program em Xinglong.